# Mastigodryas bifossatus
Mastigodryas bifossatus är en ormart som beskrevs av Raddi 1820. Mastigodryas bifossatus ingår i släktet Mastigodryas och familjen snokar.
Arten förekommer i norra och centrala Sydamerika från Colombia och Venezuela till norra Argentina. Honor lägger ägg.

## Underarter
Arten delas in i följande underarter:
- M. b. bifossatus
- M. b. striatus
- M. b. triseriatus